# 이상한 마을의 사진사 J
"이상한 마을의 사진사 J"(J, A Photographer In A Strange Village)는 한국에서 제작된 이상엽 감독의 2005년 드라마, 판타지 영화이다. 김우영 등이 주연으로 출연하였다.

## 출연

### 주연
- 김우영
- 이하윤

## 기타
- 조명: 곽영민
- 녹음: 안대환
- 믹싱: 김인홍
- 미술: 임충일